# Pulo Harapan
Pulo Harapan is een bestuurslaag in het regentschap Bireuen van de provincie Atjeh, Indonesië. Pulo Harapan telt 363 inwoners (volkstelling 2010).